# Science and Industry
Science and Industry ist eine Team-basierte Mehrspieler-Mod des Computerspiels Half-Life.
Die Mod bietet eine dem Original-Spiel gegenüber verbesserte Grafik mit mehr Polygonen in den Wissenschaftler-Modellen und höher auflösenden Texturen.

## Spielprinzip
Anders als in den meisten Team-Mehrspieler-Mods, wie zum Beispiel Counter-Strike, liegt das Spielziel hier nicht im Erreichen eines Sieges durch gewonnene Runden. Vielmehr endet das Spiel nach einer vorgegebenen Zeit, nach der das Team gewinnt, das durch Forschung am meisten Geld angesammelt hat. Die konkurrierenden Teams sind nach fiktiven Unternehmen benannt, die Amalgamated Fluorodynamics (AFD; engl. etwa: „Vereinigte Fluor-Dynamik“) und Midland Carbide Labs (MCL; engl. etwa: „Midland Karbid Labore“) heißen.
Das Spielziel des Sammeln von Geldes kann auf vielfältige Art und Weise erreicht werden. Die Basis stellen hierbei die Wissenschaftler jedes Unternehmens dar. Diese haben einen „Effizienz-Level“ (Standard: 100 %), der multipliziert mit ihrer Anzahl den sekündlichen Geldgewinn des Unternehmens ergibt. Zu Beginn des Spiels verfügt jedes Team über drei Wissenschaftler. Die Wissenschaftler betreiben stetig Forschung, die Geschwindigkeit variiert hierbei je nach Anzahl und Effizienz. In regelmäßigen Abstimmungen während des Spiels werden die Forschungsziele von den Spielern bestimmt. So können sich die Teams für Forschung in den Bereichen Waffen, Implantate, Rüstung, Spezialausrüstung und Forschungsbeschleunigung entscheiden. Die Spieler müssen Wissenschaftler des gegnerischen Teams zu entführen, um sie für sich arbeiten zu lassen und gleichzeitig ihre eigenen Wissenschaftler beschützen. Des Weiteren gibt es in jeder Basis sensible Objekte, deren Zerstörung das Team um eine bestimmte Geldsumme zurückwirft. Außerdem kostet der Tod einer Spielerfigur und das darauffolgende Klonen das Team Geld.
In Science & Industry sind keine Waffen aus dem Originalspiel übernommen worden. Die teils recht exotischen und futuristischen Waffen umfassen einen Aktenkoffer (Nahkampfwaffe, die zum Entführen von Wissenschaftlern benutzt werden kann), eine Raketen-Pistole (schießt Schwerkraft-beeinflusste Raketen ab), Akimbo-Uzis sowie eine Phiole mit fleischfressenden Viren.

## Rezeption
Rock Paper Shotgun nannte die Mod retrospektiv „hervorragend“. Die Verknüpfung des individuellen Fortschritts der Spieler durch stärker werdende Waffen mit den Errungenschaften als Team machten das Spiel besonders interessant. Die Waffen selbst dagegen seien denen aus dem Grundspiel sehr ähnlich. Als zusätzlicher Spielmodus gelungen, ein vollwertiges Spiel sei Science and Industry jedoch kaum.

## Nachfolger
Science and Industry 2 kam am 4. Juli 2008 heraus. Die Arbeit an der Mod wurde am 18. November 2008 eingestellt – warum ist unklar. Die aktuelle Version ist 1.2, diese wird aber im Internet nicht mehr gespielt.